# Cullera
Cullera è un comune spagnolo di 22 937 abitanti (nel 2022) situato nella comunità autonoma Valenciana.

## Amministrazione

### Gemellaggi
Cullera è gemellata con:
- Le Bourget, dal 1982[1]
- Ouroux-en-Morvan
- Jever, dal 2004
- Syktyvkar